# Amazonides georgyi
Amazonides georgyi là một loài bướm đêm trong họ Noctuidae.